# Schenkeliella spinosa
Schenkeliella spinosa is een spinnensoort in de taxonomische indeling van de strekspinnen.
Het dier behoort tot het geslacht Schenkeliella. De wetenschappelijke naam van de soort werd voor het eerst geldig gepubliceerd in 1870 door Octavius Pickard-Cambridge.